# Martin Claude Dorez
Pour les articles homonymes, voir Dorez.
Martin Claude Dorez est un céramiste français, né à Douai (comté de Flandre) le 22 décembre 1704 et mort à Mathaux (Champagne) le 31 juillet 1753.

## Biographie
Quatrième enfant de Barthélémy Dorez et de son épouse Marie Françoise Chevalier, il a pour aînés René Barthélémy Dorez (1690-1742) et François Louis Dorez (1700-1739), tous deux faïenciers, et les jumelles Marie-Anne et Marguerite Françoise  Dorez (nées en 1703).
Lorsque son père reprend du service comme salpêtrier du roi pour la Flandre, en 1720, Martin Claude Dorez reprend avec ses frères et sa sœur Marguerite Françoise la gestion de l'entreprise paternelle, la Manufacture de faïence et porcelaine Dorez-Pélissier. Sa mère se joindra à eux à la mort de son mari, en 1729. 
En 1731, Martin Claude Dorez épouse Jeanne Josèphe Bernard (morte en 1761 à Lille), issue d'une famille de faïenciers. En 1736, il quitte l'entreprise familiale pour s'installer à son compte. Il loue la première faïencerie établie par Nicolas Desmoutiers à Saint-Amand-les-Eaux en 1705, et reprise en 1735 par sa fille, Marie-Joséphe Desmoutiers, épouse de Robert Flescher. Les produits de faïence stannifère  qui sortent de cette manufacture sont très communs, aux décorations multicolores en grand feu. Camaïeu de bleu, fleurs et animaux ornent les pièces.
Un peu contrebandier de tabac, il se fera interpeller et sera interdit de toutes activités en 1740. Après les déboires de Charles Joseph Bernard (un beau-frère ?) qui, en 1742, a pris la direction de la fabrique de son frère François Louis Dorez, mort en 1739 et dont la veuve Marie Christine Deleau a assuré la continuité, un article des magistrats de la ville indique qu'il faut régler à « Rémy et Fontaine Vicart syndics commis à la créance de Charles Joseph Bernard, manufacturier et à Martin Claude Dorez (Claude Doré), à qui, par résolution du Conseil du 5 février 1743 ladite manufacture a été continuée, payé la somme de 600 livres pour une année de loyer ». Cette pension apparaît dans les comptes municipaux de 1744 à 1748. En 1749, un syndic perçoit la pension en lieu et place de Martin Claude. Cette Manufacture Desmoutiers-Dorez cessera son activité en 1776. Il semble que ses neveux Pierre Barthélémy Dorez et Nicolas Alexis Dorez, fils de René Barthélémy  Dorez, aient repris l'activité de cette manufacture en 1750 après les déboires de leur oncle. Une pièce du musée national de la Céramique à Sèvres porte la mention « N.A.Dorez St Amand 5 novembre 1757 ».
Martin Claude Dorez part alors à la faïencerie d'Aprey, puis à celle de Mathaux, ville où il meurt en 1753.

## Marques
« D » pour Dorez[réf. nécessaire].

## Œuvres dans les collections publiques
- Sèvres, musée national de Céramique.